# Попов, Пётр Егорович
Пётр Егорович Попов (род. 1943) — советский и российский спортсмен и спортивный организатор; Мастер спорта СССР по вольной борьбе.. 
Автор книг о вольной борьбе в Якутии: «Ни шагу назад», «Первые мастера спорта по вольной борьбе из Якутии», «Якутские борцы — чемпионы России».

## Биография
Родился в мае 1943 года в Кюндяйинском наслеге Сунтарского района Якутской АССР.
Борьбой начал заниматься в 14 лет под руководством школьного учителя физкультуры С. А. Сона и в 18 лет выполнил норму мастера спорта СССР. Затем тренировался под руководством заслуженного тренера РСФСР и Якутской АССР Николая Волкова. Первым из якутских борцов стал обладателем серебряной медали первенства СССР среди юношей (1961, Калининград); первый чемпион РСФСР среди молодёжи народа саха (1964, Москва). Становился чемпионом РСФСР (1965, Калининград); был победителем командного чемпионата СССР в составе ЦСКА (1968, Горький), а также победителем (1968, Фрунзе) и серебряным призером (1963, Каунас) зонального первенства СССР. Двукратный чемпион зоны Дальнего Востока (1963, 1969); победитель международного турнира в Софии (1968), серебряный призер Спартакиады Клубов дружественных армий (1967, Улан-Батор). Был трехкратным чемпионом Якутской АССР и Читинской области, неоднократным чемпионом Забайкальского военного округа и Вооруженных Сил СССР. 
После окончания спортивной карьеры окончил исторический (1971) и сельскохозяйственный (1985) факультеты Якутского государственного университета (ныне Северо-Восточный федеральный университет); в 1979 году — Хабаровскую высшую партийную школу. Работал инструктором Союза спортивных обществ и организаций, старшим инструктором Совета Министров Якутской АССР, был освобождённым секретарём парткома совхоза «Горный», инструктором обкома КПСС. После этого П. Е. Попов работал на Крайнем Севере вторым секретарем Аллаиховского райкома КПСС и председателем райисполкома. Затем был назначен первым заместителем председателя и председателем Комитета по спорту и физкультуре Якутской АССР, возглавил вновь созданное Министерство физкультуры и спорта. Под руководством Попова в Якутске были проведены — чемпионат РСФСР по вольной борьбе (1991, товарищеская встреча сборных Японии, Монголии, Чехословакии, Хакасии и Якутии (1992), чемпионат Сибири и Дальнего Востока (1992), а также ряд матчевых встреч по вольной борьбе и боксу. Окончив карьеру спорторганизатора, до выхода на пенсию Пётр Егорович работал начальником Управления кадровой политики «Якутскэнерго».
Старший брат П. Е. Попова — Владимир, тоже был спортсменом-борцом, Мастер спорта СССР, неоднократный чемпион Якутской АССР в тяжёлой весовой категории.

## Заслуги и награды
- Заслуженный работник народного хозяйства Республики Саха (Якутия) (2001).
- Награжден почетным знаком «Гражданская доблесть» (2008).
- Почетный гражданин Сунтарского улуса.